# Большой Асесъёган
Большой Асесъёган — река в России, протекает по Ханты-Мансийскому АО. Устье реки находится в 28 км по левому берегу реки Асесъёган. Длина реки составляет 93 км, площадь водосборного бассейна 1380 км².

## Притоки
- 15 км: Сес
- 25 км: Игол
- 30 км: Большой Сесигол
- 50 км: Сесигол
- 62 км: Глухариная
- 68 км: Коръёган

## Данные водного реестра
По данным государственного водного реестра России относится к Верхнеобскому бассейновому округу, водохозяйственный участок реки — Вах, речной подбассейн реки — бассейн притоков (Верхней) Оби от Васюгана до Ваха. Речной бассейн реки — (Верхняя) Обь до впадения Иртыша.